# Lukavec, Litoměřice
Lukavec là một làng thuộc huyện Litoměřice, vùng Ústecký, Cộng hòa Séc.